# Guillaume Vallet

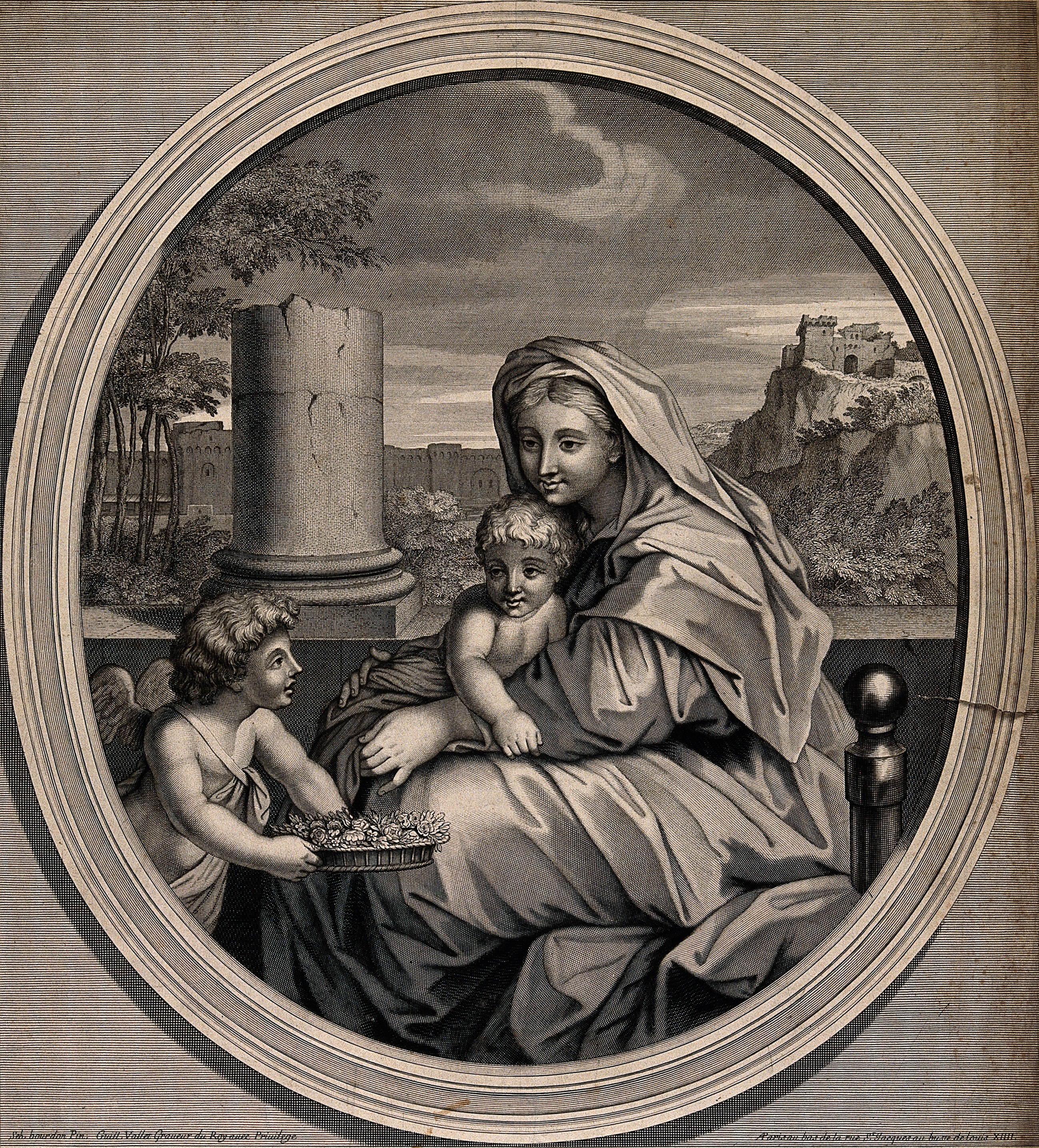
Maria mit Jesuskind und Engel nach Sébastien Bourdon

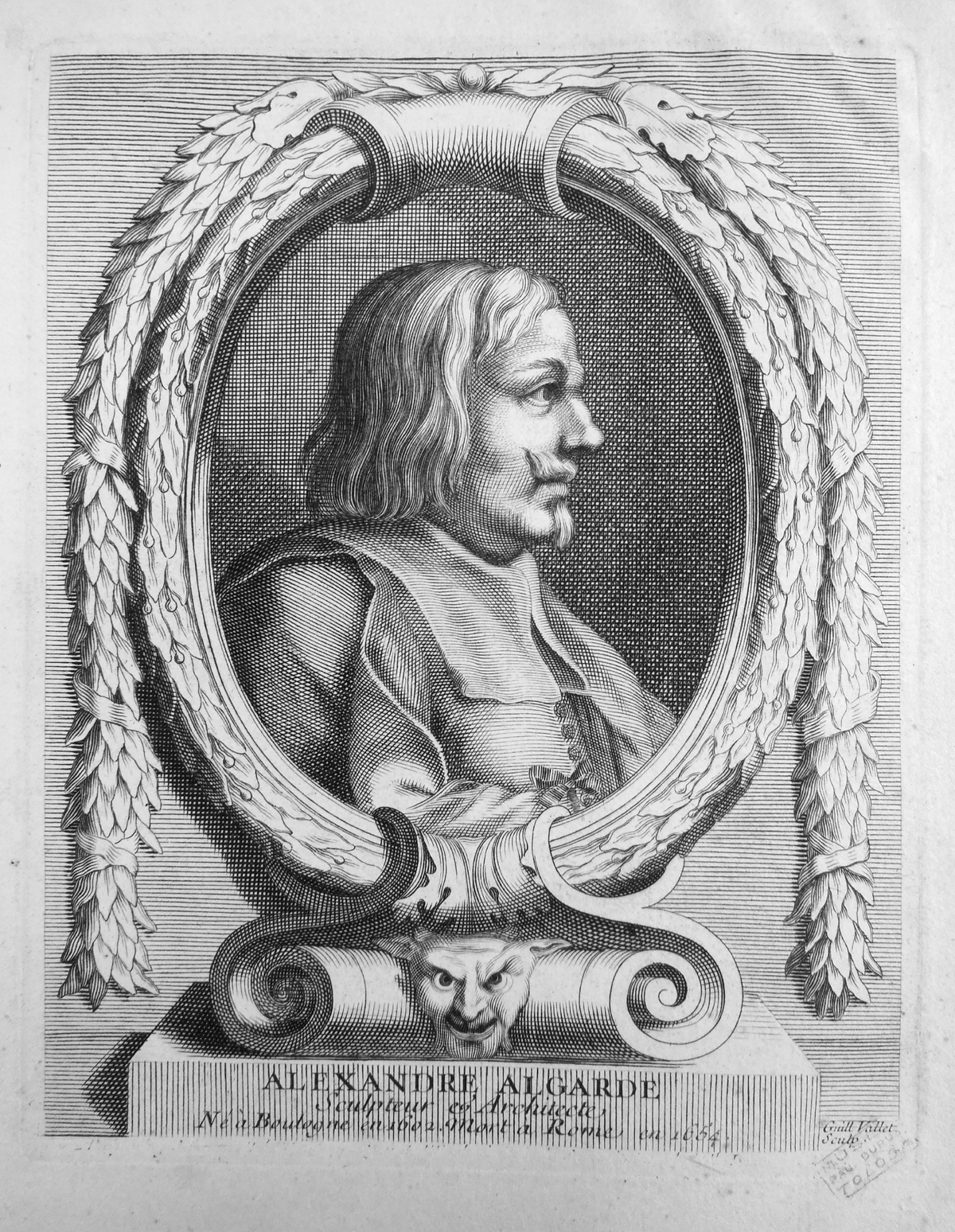
Alexandre Algarde, Kupferstich von Vallet

Guillaume Vallet, manchmal auch Valet, (* 6. Dezember 1632 in Paris; † 1. Juli 1704 ebenda) war ein französischer Kupferstecher.

## Leben
Vallet war der Sohn von Jean Vallet, einem Händler für Drucke und seiner Frau, Marguerite Liercourt. Er war seit seiner frühen Jugend mit Étienne Picart befreundet. Zuerst wurde Vallet von Pierre Daret unterrichtet. Er und Étienne Picart studierten dann von 1655 bis 1662 in Rom. Zurückgekehrt nach Paris wurde er 1664 Mitglied der Académie royale de peinture et de sculpture. Sein Aufnahmestück war ein Kupferstich nach Jean Jouvenet mit einem Bildnis von Jules Mazarin. Vallet stach zum Teil nach eigenen Vorlagen, fertigte aber auch Reproduktionen, u. a. nach Francesco Albani, Sébastien Bourdon, Annibale und Lodovico Carracci, Guillaume Courtois, Carlo Maratta, Nicolas Poussin, Raffael, Guido Reni und Jacques Stella. Kupferstiche von ihm, die nach Vorbildern von Antoine Paillet (1626–1701) gefertigt wurden, befinden sich in einem Band von Pierre Corneilles Le Théâtre de P. Corneille ….
Vallet wurde auf dem Friedhof von St. Benoit im 5. Arrondissement in Paris beigesetzt.
Familie

Im Jahr 1664 heiratete er Catherien Bovin, eine Kaufmannstochter. Aus der Ehe gingen zahlreiche Kinder hervor, von denen einige im Kindesalter starben. Sein Sohn Jérôme (* 18. Januar 1667; † um 1720) trat in seine Fußstapfen und wurde ebenfalls Kupferstecher. Ein anderer Sohn war Barthélémy Vallet (* 11. Mai 1674), der Bildhauer wurde.